# PMT航空
PMT航空（PMT air、Progress MulTi Air）はカンボジアの航空会社である。
2009年4月9日付けのカンボジアデイリー紙によると、同社は2007年6月の事故で取り消された営業免許を再び取得するべく当局と折衝中だとのこと。なお、同社のMD-83型機はシェムリアップ空港の沖止めスポットへ放置されている事が確認できる。（2009年4月14日現在）

## コードデータ
- IATA航空会社コード：U4
- ICAO航空会社コード：PMT
- コールサイン：Multitrade

## 就航路線
※全ての路線は運休中。2007年6月25日の事故により、同社の営業免許は停止されている。
- 国内線
  - プノンペン 〜 シェムリアップ
  - プノンペン 〜 ラタナキリ
  - シェムリアップ 〜 シアヌークビル

- 国際線
  - シェムリアップ 〜 ハノイ
  - シェムリアップ 〜 ソウル/仁川
  - シェムリアップ 〜 釜山

## 保有機材

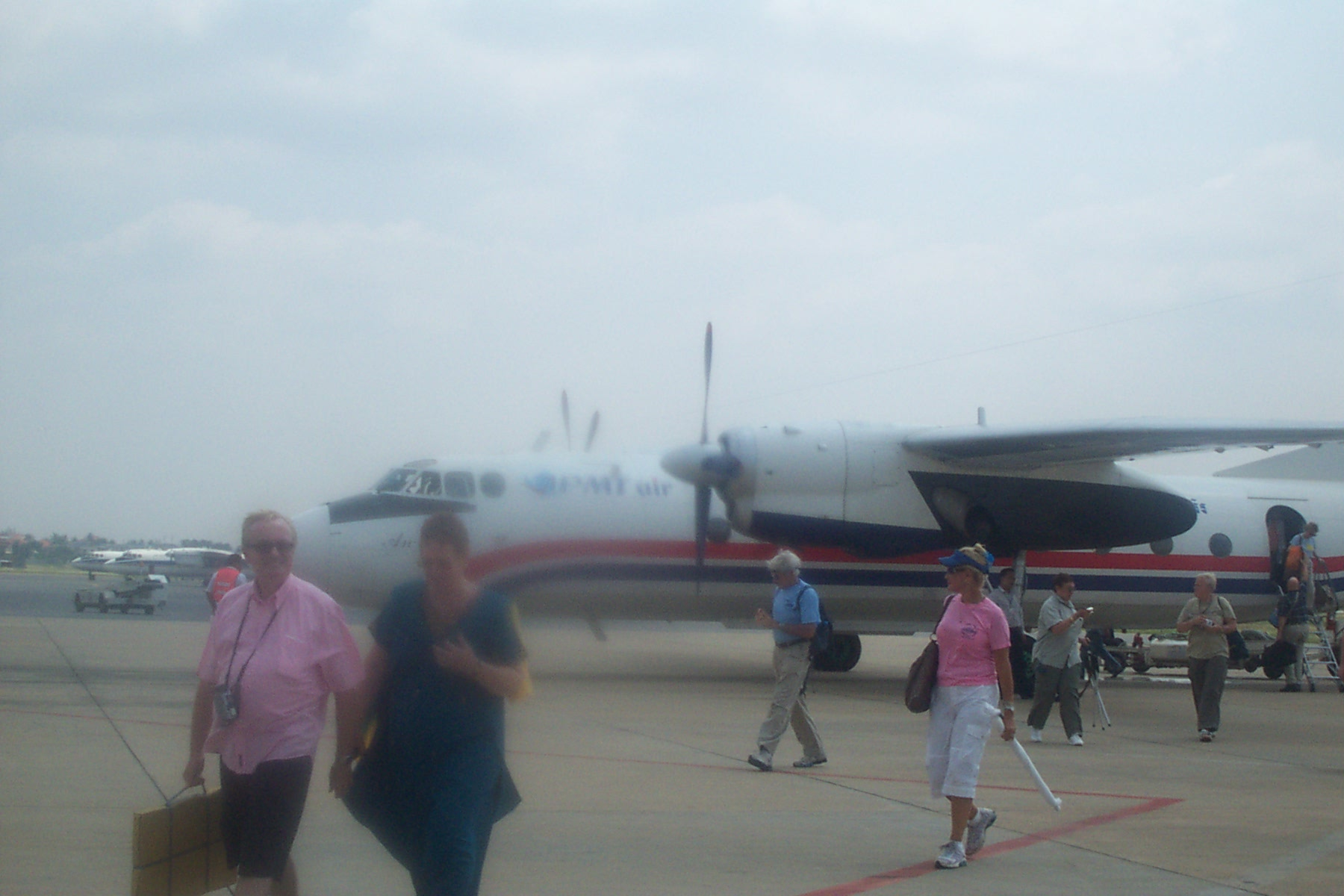
PMT航空のAn-24(2006年)

- MD-83型機 1機
- ボーイング737-200型機 1機

## 事故
2007年6月25日、シェムリアップからシアヌークビルへ向かっていたAn-24型機がカンポット州で墜落した。事故機はチャーター機であり、乗客乗員22人全員が死亡した。
詳細はPMT航空241便墜落事故を参照のこと。